# 미토요시
미토요시(일본어: 三豊市)는 일본 가가와현의 세이산 지방에 있는 시이다. 세토 내해로 돌출한 것 같은 형태의 쇼나이 반도를 포함한 풍광이 맑고 아름다운 지역으로 시우데산과 우라시마 타로 전설로 알려져 있다.
가가와현에서는 다카마쓰시, 마루가메시에 이어 3번째로 인구가 많은 도시이며 2006년 1월 1일에 니오정, 다카세정, 도요나카정, 야마모토정, 사이타정, 다쿠마정, 미노정의 7개 정이 합병해 성립했다.
중심지는 옛 도요나카정 사무소를 시청으로 삼고 있다. 같은 곳 가까이의 마쓰시타 히사시 전자공업 공장 철거지에 시청을 건설할 예정이었지만 보류되었다.

## 지리
가가와현 서부에 위치하고 북서부에 시우데산, 묘켄산이 있는 쇼나이 반도가 있고 서쪽은 히우치나다와 접하며 니오항 앞바다에 쓰타지마지마섬이 있다. 북부에는 다쿠마만을 사이에 두고 아와시마섬·시시섬이 있으며 그 앞에는 비산 세토가 펼쳐져 있다. 기후는 세토 내해식 기후로 온난하다. 서일본 최대급 마리나가 있다. 동쪽은 오사산과 조즈산, 고토히라산을 사이에 두고 주산 지방, 남쪽은 사누키 산맥을 사이에 두고 도쿠시마현과 접한다.

## 역사
연안에서는 예로부터 제염업이 번성했다. 에도 시대에 니오에서는 마루가메번과 도사번과의 차 거래가 허가되었고 착유, 물고기, 비료 도매상이나 술, 간장, 식초 등을 양조하는 큰 가게가 많이 있어 번영하였다.
2006년 1월 1일에 니오정, 다카세정, 도요나카정, 야마모토정, 사이타정, 다쿠마정, 미노정이 합병해 미토요시가 성립하였다.

## 교통

### 철도
- 시코쿠 여객철도
  - 요산선
  - 도산선

### 도로
- 다카마쓰 자동차도(일본어판)
- 국도 제11호선
- 국도 제32호선
- 국도 제319호선 (일본)(일본어판)
- 국도 제377호선 (일본)(일본어판)

## 인구
| 연도                         | 인구   | ±%     |
| ---------------------------- | ------ | ------ |
| 1920                         | 69,504 | —      |
| 1925                         | 71,753 | +3.2%  |
| 1930                         | 73,608 | +2.6%  |
| 1935                         | 73,501 | −0.1%  |
| 1940                         | 72,679 | −1.1%  |
| 1945                         | 92,233 | +26.9% |
| 1950                         | 94,403 | +2.4%  |
| 1955                         | 90,885 | −3.7%  |
| 1960                         | 84,827 | −6.7%  |
| 1965                         | 78,690 | −7.2%  |
| 1970                         | 75,210 | −4.4%  |
| 1975                         | 76,726 | +2.0%  |
| 1980                         | 77,939 | +1.6%  |
| 1985                         | 78,282 | +0.4%  |
| 1990                         | 77,284 | −1.3%  |
| 1995                         | 75,845 | −1.9%  |
| 2000                         | 73,494 | −3.1%  |
| 2005                         | 71,180 | −3.1%  |
| 2010                         | 68,532 | −3.7%  |
| 2015                         | 65,524 | −4.4%  |
| 2020                         | 61,857 | −5.6%  |
| Mitoyo population statistics |        |        |

## 기후
| 미토요시 사이타초의 기후                                     | 미토요시 사이타초의 기후 | 미토요시 사이타초의 기후 | 미토요시 사이타초의 기후 | 미토요시 사이타초의 기후 | 미토요시 사이타초의 기후 | 미토요시 사이타초의 기후 | 미토요시 사이타초의 기후 | 미토요시 사이타초의 기후 | 미토요시 사이타초의 기후 | 미토요시 사이타초의 기후 | 미토요시 사이타초의 기후 | 미토요시 사이타초의 기후 | 미토요시 사이타초의 기후 |
| 월                                                           | 1월                      | 2월                      | 3월                      | 4월                      | 5월                      | 6월                      | 7월                      | 8월                      | 9월                      | 10월                     | 11월                     | 12월                     | 연간                     |
| ------------------------------------------------------------ | ------------------------ | ------------------------ | ------------------------ | ------------------------ | ------------------------ | ------------------------ | ------------------------ | ------------------------ | ------------------------ | ------------------------ | ------------------------ | ------------------------ | ------------------------ |
| 역대 최고 기온 °C (°F)                                       | 19.5 (67.1)              | 23.5 (74.3)              | 26.3 (79.3)              | 29.9 (85.8)              | 32.7 (90.9)              | 35.3 (95.5)              | 37.5 (99.5)              | 38.4 (101.1)             | 37.6 (99.7)              | 32.5 (90.5)              | 25.8 (78.4)              | 22.8 (73.0)              | 38.4 (101.1)             |
| 일평균 최고 기온 °C (°F)                                     | 9.5 (49.1)               | 10.5 (50.9)              | 14.1 (57.4)              | 19.9 (67.8)              | 24.9 (76.8)              | 27.5 (81.5)              | 31.4 (88.5)              | 32.9 (91.2)              | 28.7 (83.7)              | 23.2 (73.8)              | 17.4 (63.3)              | 11.9 (53.4)              | 21.0 (69.8)              |
| 일일 평균 기온 °C (°F)                                       | 4.5 (40.1)               | 4.9 (40.8)               | 8.2 (46.8)               | 13.4 (56.1)              | 18.4 (65.1)              | 22.2 (72.0)              | 26.2 (79.2)              | 27.1 (80.8)              | 23.2 (73.8)              | 17.4 (63.3)              | 11.7 (53.1)              | 6.6 (43.9)               | 15.3 (59.6)              |
| 일평균 최저 기온 °C (°F)                                     | −0.2 (31.6)              | −0.2 (31.6)              | 2.5 (36.5)               | 7.2 (45.0)               | 12.4 (54.3)              | 17.7 (63.9)              | 22.1 (71.8)              | 22.8 (73.0)              | 19.0 (66.2)              | 12.6 (54.7)              | 6.7 (44.1)               | 1.9 (35.4)               | 10.4 (50.7)              |
| 역대 최저 기온 °C (°F)                                       | −6.5 (20.3)              | −9.1 (15.6)              | −4.9 (23.2)              | −2.0 (28.4)              | 3.0 (37.4)               | 8.2 (46.8)               | 14.5 (58.1)              | 15.5 (59.9)              | 7.9 (46.2)               | 2.5 (36.5)               | −2.0 (28.4)              | −5.2 (22.6)              | −9.1 (15.6)              |
| 평균 강수량 mm (인치)                                        | 44.7 (1.76)              | 51.9 (2.04)              | 86.7 (3.41)              | 86.0 (3.39)              | 115.2 (4.54)             | 171.7 (6.76)             | 178.7 (7.04)             | 121.5 (4.78)             | 183.6 (7.23)             | 123.6 (4.87)             | 66.9 (2.63)              | 61.9 (2.44)              | 1,279.7 (50.38)          |
| 평균 강수일수 (≥ 1.0 mm)                                     | 7.7                      | 8.3                      | 10.1                     | 10.0                     | 9.4                      | 12.3                     | 10.2                     | 8.0                      | 10.1                     | 8.9                      | 7.8                      | 9.2                      | 112                      |
| 평균 월간 일조시간                                           | 111.7                    | 129.3                    | 166.8                    | 193.9                    | 203.9                    | 144.9                    | 182.2                    | 207.1                    | 147.5                    | 157.3                    | 131.2                    | 109.9                    | 1,888.3                  |
| 출처: 일본 기상청 (평년값: 1991년~2020년, 극값: 1978년~현재) |                          |                          |                          |                          |                          |                          |                          |                          |                          |                          |                          |                          |                          |

## 자매 도시
- 일본 도쿠시마현 미나미정
- 일본 홋카이도 도야코정
- 대한민국 경상남도 합천군
- 중국 산시성 싼위안현